# Snookball
Le Snookball est le premier sport hybride mélangeant billard (« snooker ») et football. Avec son apparition en 2014, il s'inscrit dans la lignée des sports mixtes tels que le Teqball ou le Footgolf, ravivant l'intérêt du public pour le genre. 
Ici, les traditionnelles boules de billard sont remplacées par des ballons de football. De même, la table de billard se matérialise sous la forme d'un  tapis au sol, accompagné d'une structure en bois agrémentée de six poches (trous), reprenant le principe du jeu d'origine. 
« Le nom Snookball vient du Snooker qui fait partie de la famille des billards à poche comme le billard américain et le Pool. Le Snooker se joue sur la table la plus grande, de tous les billards. » 

## Règles et variantes
Le jeu, joué sur une table de billard de 3,6 m x 6,6 m, possède trois variantes : le jeu de 8, le jeu de 9 et l'Anglaise.  Du fait de sa grande taille, le Snookball peut être joué en simple ou double, de deux à quatre personnes.
Si on retrouve bien évidemment des similitudes avec les règles du billard, certaines ont été modifiées voir ajoutées, s'adaptant ainsi aux possibilités qu'offre une telle manière de jouer.

### Le jeu de 8
Comme au billard classique, 15 ballons numérotés sont disposés en triangle. La balle 1 est placée au sommet du triangle et la balle 8 au milieu de la troisième rangée, laissant tout le reste placé au hasard autour de la balle 8.
Le joueur empochant la première balle peut choisir quel sera son groupe de balle cible, pleines ou rayées. Le premier joueur à empocher tous les ballons de son groupe, puis le 8, gagne la partie. Pendant le jeu, un joueur continue à jouer tant que chaque frappe empoche ses propres balles et ne commet aucune faute.

### Le jeu de 9
Dans le jeu de 9, la balle 1 est placée au sommet du triangle, et la balle 9 au centre.
Le jeu de 9 est gagné en empochant la boule 9 en plusieurs tours de jeu à chaque fois. Cependant, pour ce faire, le joueur doit toujours toucher la boule la plus basse avec la boule blanche. Contrairement au jeu de 8, les balles n'ont pas besoin d'être empochées dans un ordre numérique quelconque. Un joueur continue de jouer tant que chaque prise empoche une boule et qu'aucune faute n'a été commise, ou gagne en empochant la boule 9.

### Les fautes
Au Snookball les fautes sont les mêmes qu'au billard, à savoir : 
Lorsque le ballon de frappe est empoché ou quitte la table, le joueur adverse peut le replacer où il le désire. Il ne disposera cependant que d'un coup.  
Si le ballon de frappe touche en premier une balle adverse, ne touche aucun ballon ou encore qu'une balle de groupe est éjectée de la table, l'adversaire peut jouer deux fois de suite. 
Enfin, si le ballon de 8 est empoché avant la fin de partie, sort de la table ou bien si la balle de frappe est empochée au même coup que le numéro 8, la partie se solde par une défaite.

### La règle du «Snookball»
Un Snookball se produit lorsqu'un joueur parvient à empocher un de ses ballons en faisant passer le ballon de frappe par-dessus un ballon adverse, à l’aide d’une « louche ». Lorsqu’un Snookball est réussi, le joueur ayant effectué ce coup peut ressortir un ballon déjà empoché par son adversaire.